# Cosoleto
Cosoleto (Cosalìtu en calabrais) est une commune italienne du Mezzogiorno située dans la ville métropolitaine de Reggio de Calabre, à 50 km au nord-est de celle-ci.

## Géographie
La commune de Cosoleto occupe les premières collines du nord de l'Aspromonte cernant la plaine de Gioia Tauro, qu'elle domine.
Le village est entouré par une grande oliveraie séculaire qui s'étage entre les nombreuses collines.

## Économie
L'économie de Cosoleto, à dominante agricole, repose essentiellement sur l'oléiculture (variétés Sinopolese et Ottobratica).

## Histoire

### Histoire de Cosoleto
Cosoleto a été donné en fief en 1467 à la famille Clever de la part de Ferdinand Ier, puis a été pris par la famille des barons Spinelli. En 1566, les Spinelli ont vendu le fief à la famille des princes Ruffo, qui garderont le fief jusqu'en 1639, année pendant laquelle les Ruffo ont vendu le fief à la famille des Francoperta. En 1703, à la mort du prince Giuseppe, s'éteint la lignée masculine des feudataires Francoperta. Le fief passa alors sous le contrôle de la famille Tranfo. En 1783, un terrible tremblement de terre a quasi-détruit Cosoleto et plusieurs autres territoires du côté Tyrrhénien. Le tremblement de terre a même détruit le vieux château et le Monastère, fondé par le père Beneventura, qui contenait également l'église de San Nicolò. Les civils, alors aidés par les princes Tranfo, reconstruiront l'église en lieu sûr sur une colline qui n'a pas été atteinte par le tremblement de terre. Cosoleto devient une commune en 1806.
Durant la seconde période d'après-guerre, Cosoleto a vu sa population grandement diminuer à cause d'un grand flux migratoire de ses habitants.

### Histoire de Sitizano
L'histoire de Sitizano est, elle en revanche, plutôt liée à celle de Santa Cristina, fief des contes Ruffo de Sinopoli, puis, à partir de 1495, des contes Spinelli. Sitizano se détacha de Santa Cristina en 1668, même si les Spinelli avaient déjà vendu le territoire à la famille Taccone en 1648, année à partir de laquelle les Taccone se sont auto-proclamés « Marquis de Sitizano ».

### Histoire générale
Les territoires de Cosoleto, Sitizano et Santa Cristina furent très conditionnés à la domination byzantine et, jusqu'à la fin du XVIe siècle, la langue parlée y était le grec et la religion pratiquée était le rite greco-orthodoxe. À partir du XVIIe siècle, toute la culture grecque qui y était présente a été oubliée pour laisser place à la religion catholique.

### Monuments et lieux d'interêt
- Nouvelle église de Santa Maria delle Grazie ;
- Vieille église de Santa Maria delle Grazie ;
- Sanctuaire de San Rocco, situé dans le hameau de Acquaro ;
- Église de Santa Domenica, située dans le hameau de Sitizano.

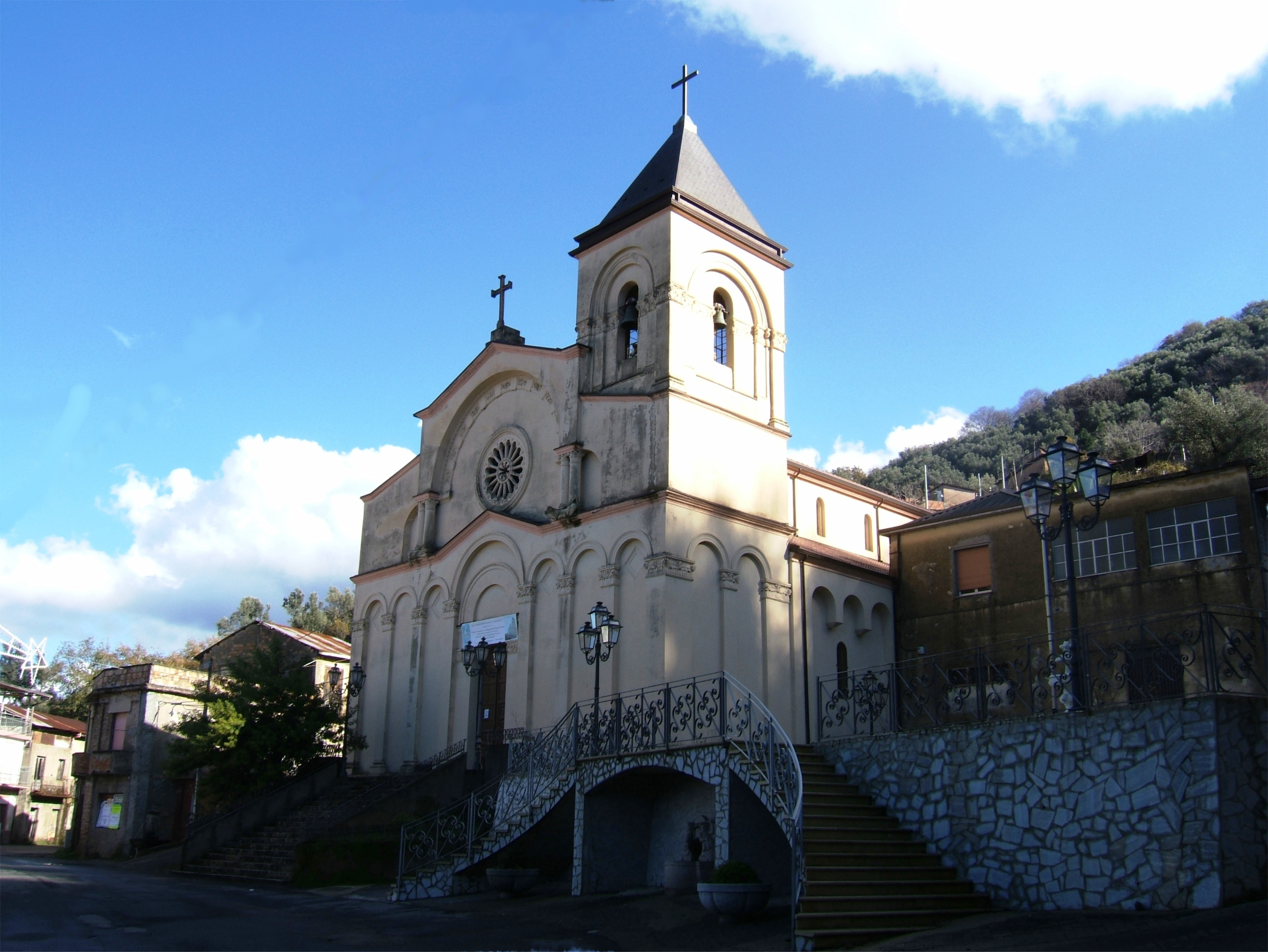
Sanctuaire de San Rocco (Acquaro).

## Culture

### Religion
La religion la plus pratiquée à Cosoleto est le catholicisme de rite romain. La commune fait partie du diocèse de Oppido Mamertina-Palmi. Elle est cependant divisé en deux paroisses : celle dédiée à Santa Marie delle Grazie ; et celle dédiée à Santa Domenica (à Sitizano).

### Traditions et folklore
Le village de Cosoleto compte de nombreuses traditions, dont la plupart sont liées à la religion. La plus importante de ces traditions est la festa di San Rocco, qui a lieu le 16 août dans le hameau d'Acquaro et pendant laquelle la statue de San Rocco est transportée dans les rues du village, les plus fidèles de toute la plaine de Gioia Tauro s'y rendent tous les ans.
La liste complète des fêtes catholiques ayant lieu à Cosoleto durant l'année est :
- Festa di San Sebastiano, saint-patron de Cosoleto, le 20 janvier ;
- Festa di Maria Santissima del Carmelo, premier dimanche de mai, dans le hameau de Sitizano ;
- Festa di Santa Domenica, le 26 mai, dans le hameau de Sitizano ;
- Festa di Maria Santissima delle Grazie e di Maria Santissima degli Angeli, premier dimanche d'août ;
- Festa di San Rocco, le 16 août, dans le hameau d'Acquaro.

### Personnalités liées à Cosoleto
- Francesco Taccone : marquis de Sitizano, né le 16 août 1762 à Sitizano, fils de Giuseppe et Isabella Capialbi et mort le 28 octobre 1818 à Naples. Sous le règne de Ferdinand IV de Naples, il fut Directeur, c'est-à-dire grand trésorier du royaume de Naples et Président de la Chambre Dirigée. Dans une telle position, il a eu un rôle important dans la reconstruction de Sitizano après le tremblement de terre de 1783. Il a également été cité dans le livre "Borboni di Napoli" (1862) d'Alexandre Dumas.
- Rocco Carbone : originaire de Cosoleto, il naît à Reggio de Calabre en 1962 et meurt le 17 juillet 2008 à Rome. Critique littéraire et écrivain, après avoir obtenu un master en littérature à l'Università degli studi La Sapienza à Rome et son diplôme de doctorat à l'université de la Sorbonne à Paris en 1993, il écrit son premier roman « Agosto ». En 1996, il publie « Il comando », suivi en 1998 de « L'Assedio », en 2002 de « L'Apparizione » et en 2005 de « Libera i miei nemici ». Il publie également des articles de critiques sur les revues « Nuovi Argomenti », « Linea d'ombra », « Paragone e L'indice ». Il collabore avec « La Repubblica », « L'Unità », « Il Messagero ». Quelques mois avant la publication de sa dernière œuvre intitulée « Per il tuo bene », il meurt dans un accident de la route.

## Administration

### Hameaux
- Acquaro, qui abrite un important sanctuaire datant du XVIe siècle dédié à San Rocco.
- Sitizano, ancien siège des marquis Taccone.

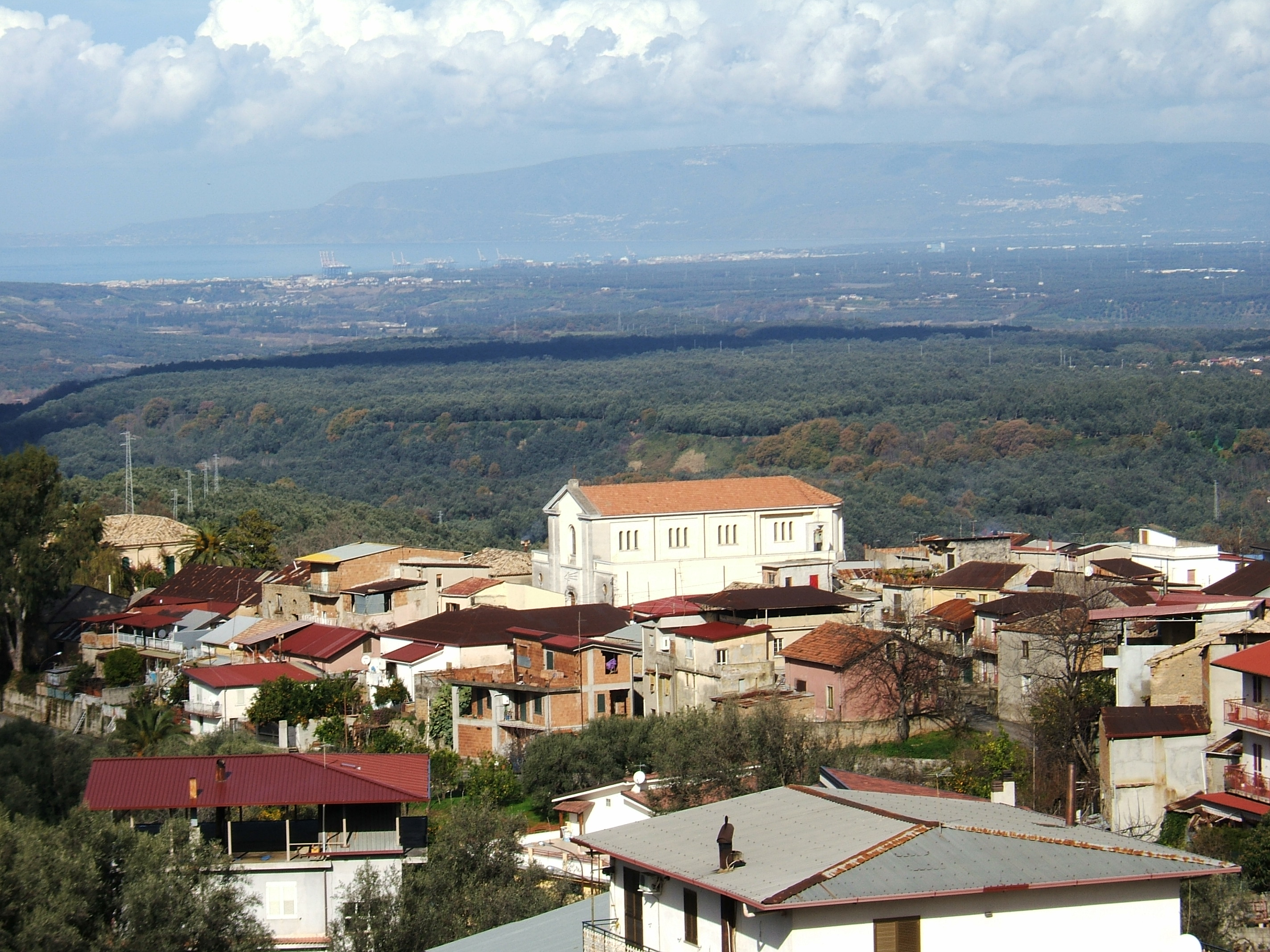
Vue sur la plaine de Gioia Tauro depuis Sitizano.

### Communes limitrophes
Africo, Delianuova, Oppido Mamertina, Roghudi, Samo, San Luca, San Procopio, Santa Cristina d'Aspromonte, Scido, Sinopoli.